# إدراسن (آيت السمح)
إدراسن هو دُوَّار يقع بجماعة ألميس مرموشة، إقليم بولمان، جهة فاس مكناس في المملكة المغربية. ينتمي الدوّار لمشيخة آيت السمح التي تضم 4 دواوير. يقدر عدد سكانه بـ 875 نسمة حسب الإحصاء الرسمي للسكان والسكنى لسنة 2004.

## روابط خارجية
- البوابة الوطنية للجماعات الترابية
- المندوبية السامية للتخطيط